# Basilika Unserer Lieben Frau von Lourdes (Belo Horizonte)

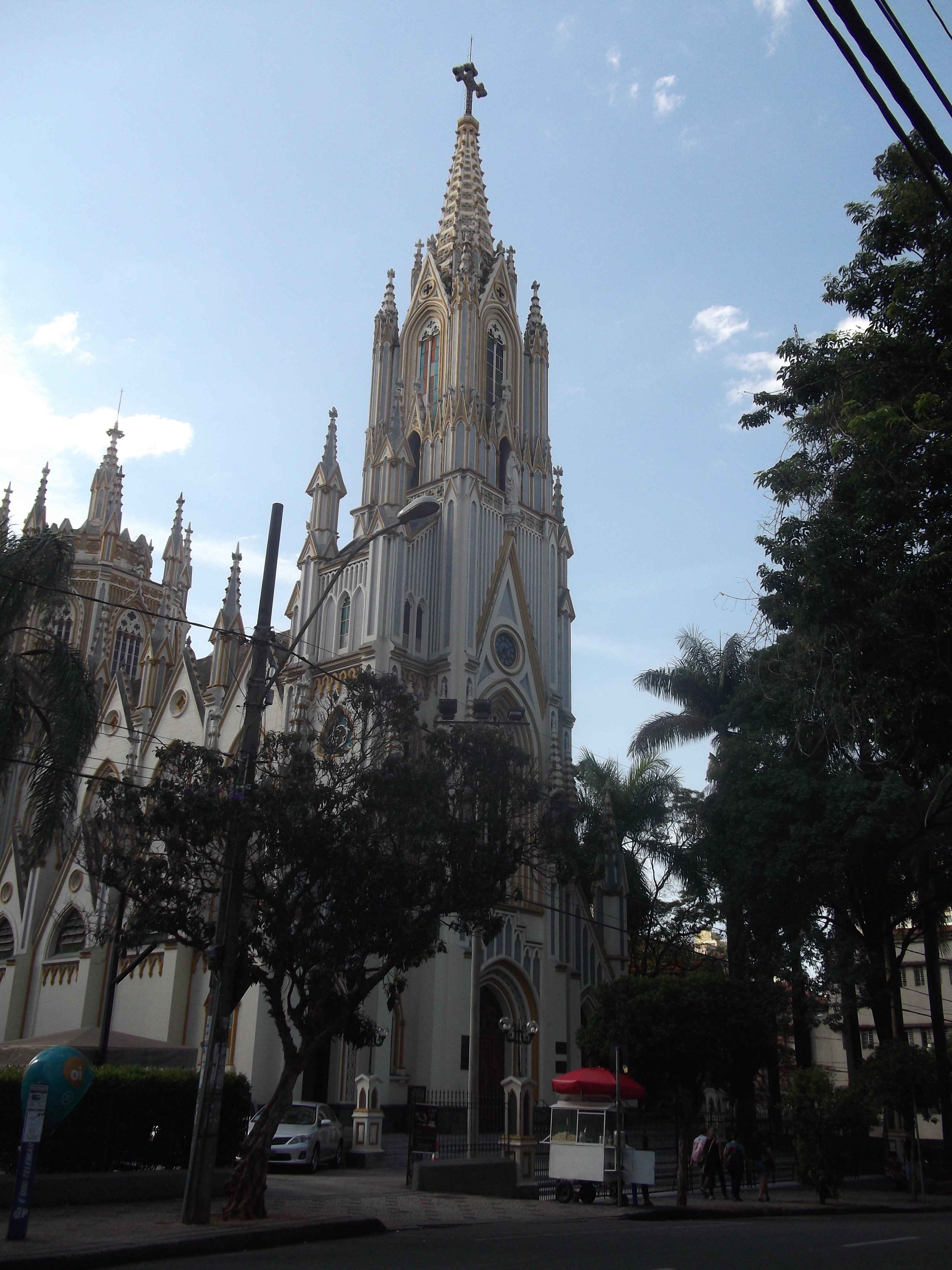
Basilika Unserer Lieben Frau von Lourdes

Die Basilika Unserer Lieben Frau von Lourdes (portugiesisch Basílica de Nossa Senhora de Lourdes), auch bekannt als Basilika von Belo Horizonte, ist eine römisch-katholische Kirche in Belo Horizonte, Sitz des gleichnamigen Erzbistums und Hauptstadt des brasilianischen Bundesstaates Minas Gerais. Die Lourdeskirche wurde Anfang des 20. Jahrhunderts im neugotischen Stil errichtet.

## Geschichte
In einer mit der Kirche von Boa Viagem verbundenen Lourdeskapelle wurde 1900 eine aus Paris kommende Marienstatue Unserer lieben Frau in Lourdes aufgestellt. Die Missionare vom Orden der Claretiner erwarben 1905 das Grundstück des Olyntho-Palasts für den Bau der Kirche. Am 3. Mai 1916 wurde der Grundstein in Anwesenheit des Erzbischofs von Mariana, Silvério Gomes Pimenta, und des Staatspräsidenten Delfim Moreira da Costa Ribeiro gesegnet und gelegt. Am Weihnachtstag 1922 wurde in der noch unfertigen Kirche durch Bischof Antônio dos Santos Cabral die erste Messe gefeiert. Cabral gründete März 1923 die Pfarrgemeinde und ernannte den Claretineroberen Pater Sebastião Pujol zum Pfarrer. Die Kirchweihe erfolgte im Oktober des gleichen Jahres, die Kirchtürme und die Ausstattung waren weiterhin nicht fertiggestellt. Der Turm wurde in den Jahren 1929 und 1930 ergänzt.
Am 1. November 1958 wurde nach Krönung des Marienbildnisses in Anwesenheit des Gouverneurs José Francisco Bias Fortes die Kirche nach einer Entscheidung von Papst Pius XII. zur Basilica minor erhoben.

## Beschreibung

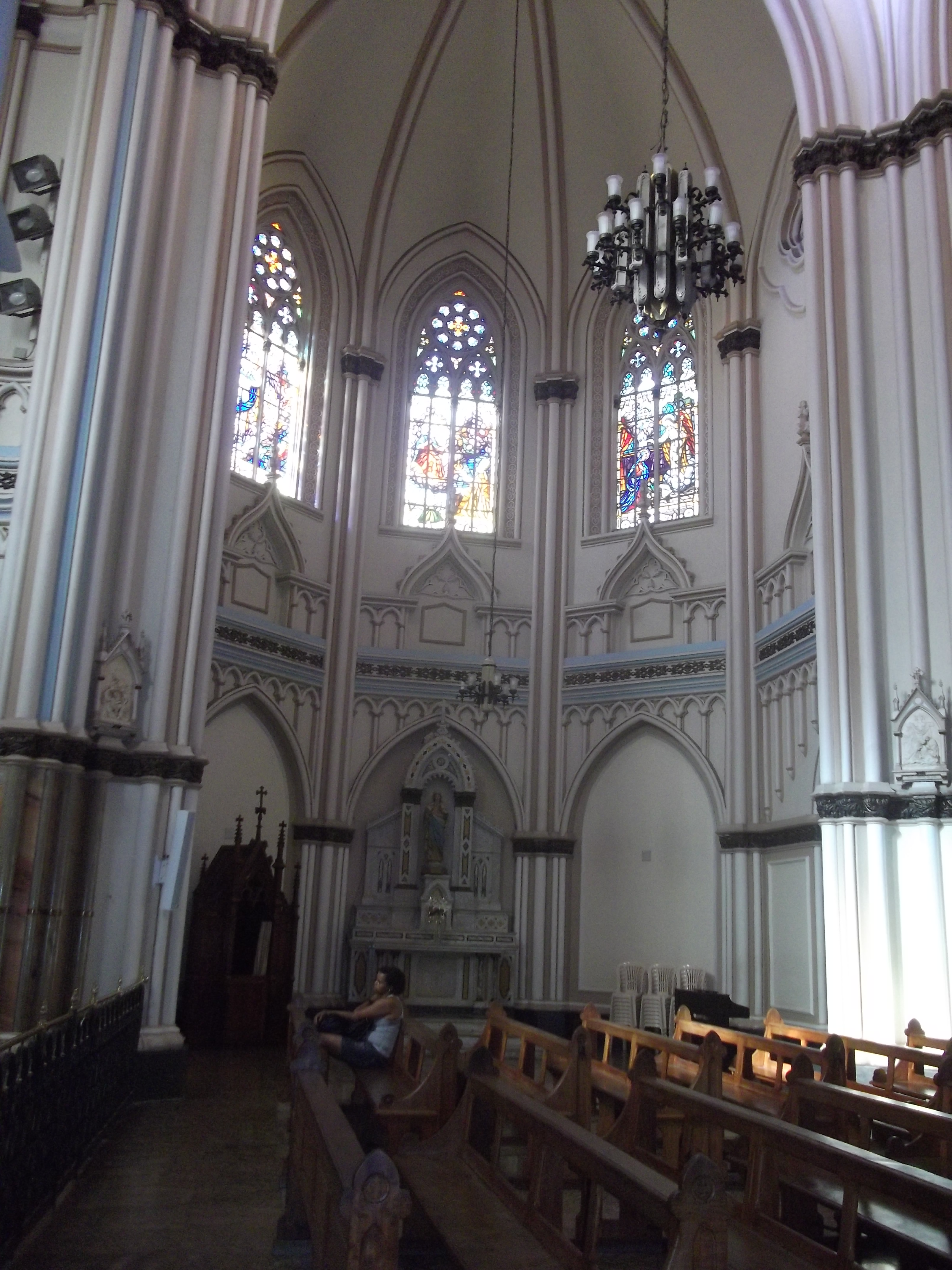
Innenraum

Die dreischiffige Basilika wurde nach Plänen von Manoel Tunes vor allem im neugotischen Stil auf dem Grundriss eines lateinischen Kreuzes errichtet. Die Arbeiten wurden unter Antonio Gonçalves Gravatá ausgeführt. Ihre Länge misst 47 Meter bei 17 Metern in der Breite. Über der Vierung erhebt sich eine durchfensterte Kuppel, über dem zentralen der drei Portale der Glockenturm.
Die bedeutendsten Teile der Ausstattung sind die drei Marienbildnisse in ihrer Anrufung der Muttergottes von Lourdes: ein hölzernes, das normalerweise bei Prozessionen und Krönungen verwendet wird; die mehr als 100 Jahre alte Gipsstatue aus Paris, die sich in der Lourdesgrotte befindet, und ein weiteres auf dem Altar, das anlässlich der Weihe der Kirche zur Basilika aus Rio de Janeiro gebracht wurde.